# Schmidtia
Schmidtia är ett släkte av gräs. Schmidtia ingår i familjen gräs.
Kladogram enligt Catalogue of Life:
| Schmidtia | \| \| Schmidtia kalahariensis \| \| \| \| \| \| Schmidtia pappophoroides \| \| \| \| |
|           | \| \| Schmidtia kalahariensis \| \| \| \| \| \| Schmidtia pappophoroides \| \| \| \| |
|           | Schmidtia kalahariensis                                                              |
|           |                                                                                      |
|           | Schmidtia pappophoroides                                                             |
|           |                                                                                      |